# Kōno Michisei

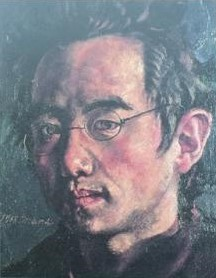
Kōno Michisei, Selbstporträt

Kōno Michisei (japanisch 河野 通勢, Vorname auch Tsūsei gelesen; geboren 10. Juni 1895 in Isesaki (Präfektur Gumma); gestorben 31. März 1950 in Koganei (Präfektur Tokio)) war ein japanischer Maler der Yōga-Richtung.

## Leben und Werk
Kōno Michisei, geboren in der Präfektur Gumma, lebte eine Zeitlang Stadt Nagano. Ohne anscheinend eine Kunstschule besucht zu haben, wurde er Maler. Er stellte auf der 1. Ausstellung der Künstlergemeinschaft „Nika-kai“ (二科会) aus, zeigte Bilder auch auf der „Sōdosha“ (草土社). 1924 erhielt er den Preis der Shun’yōkai und wurde 1926 als Mitglied aufgenommen. 1929 wechselte er zur Künstlergemeinschaft Kokugakai.
Zu Kōnos wichtigen Werken zählen die Selbstporträts, von denen eins auf der 11. „Bunten“ zu sehen war, das Bild „Picknick“ (ピクニツク) auf der 8. Ausstellung der Kokugakai. Neben den Selbstporträts waren auch seine Radierungen erwähnenswert. Seine Illustrationen von Büchern sind ebenfalls bemerkenswert.

## Bilder

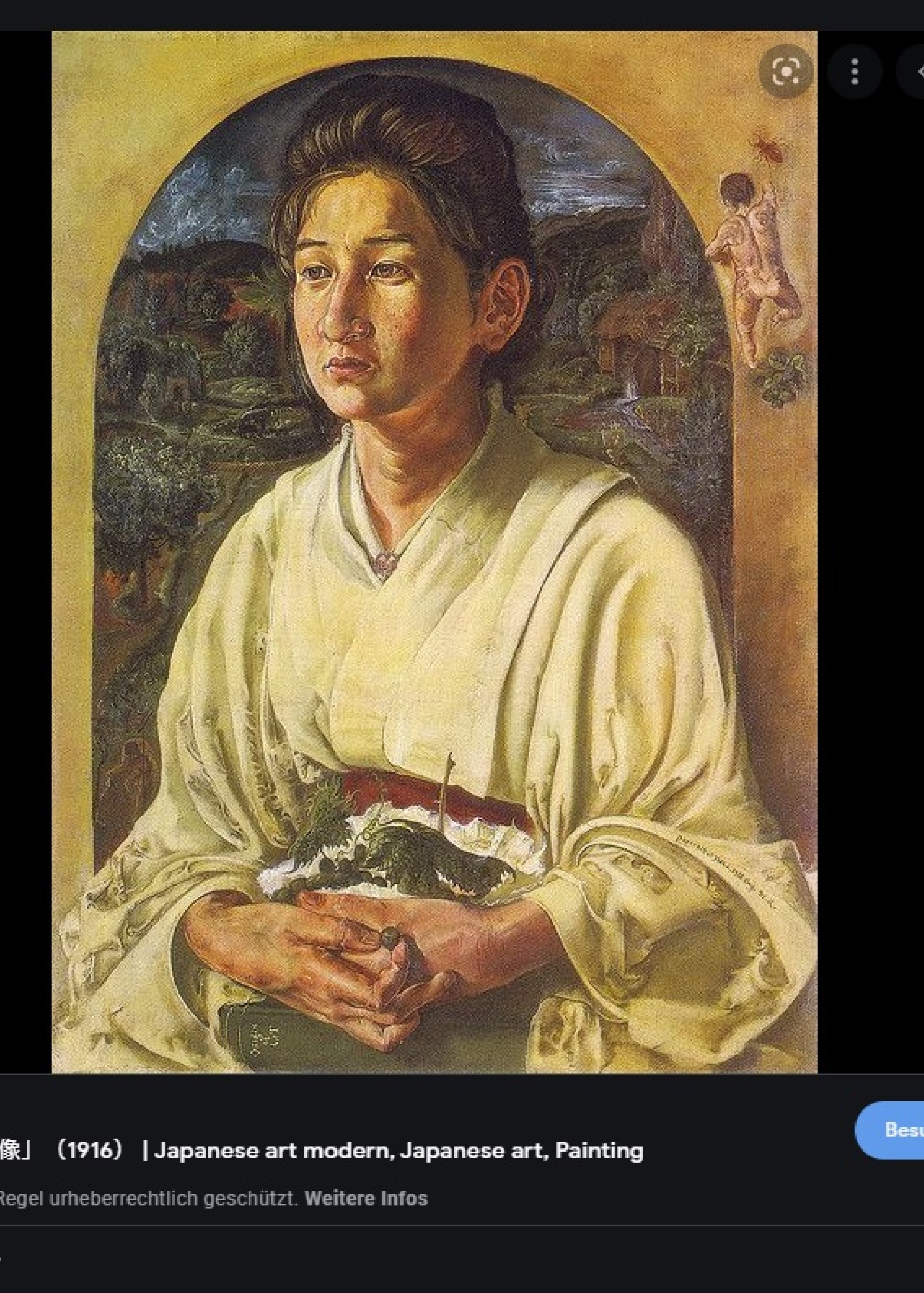
Junge Frau 1915
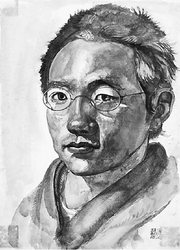
Selbstporträt
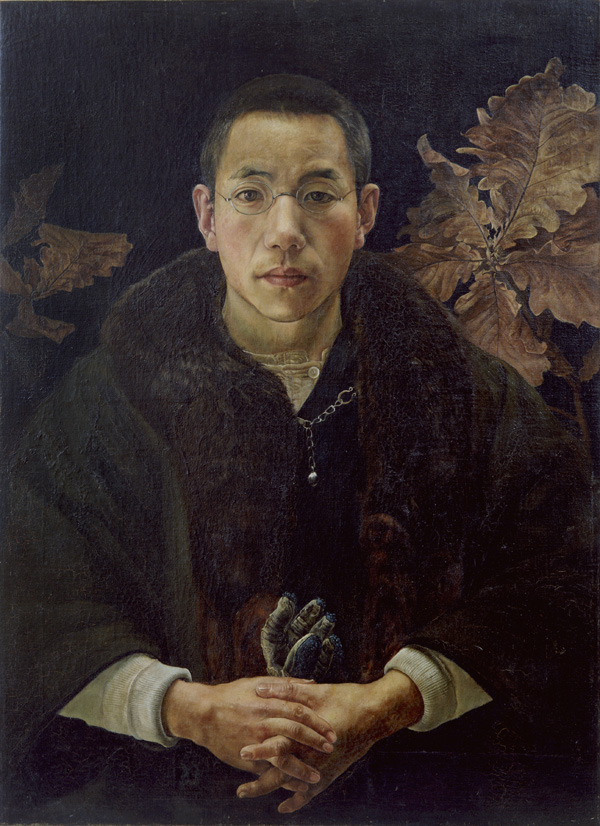
Selbstporträt
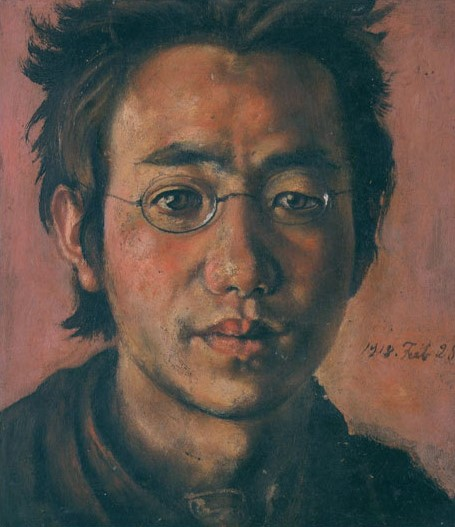
Selbstporträt
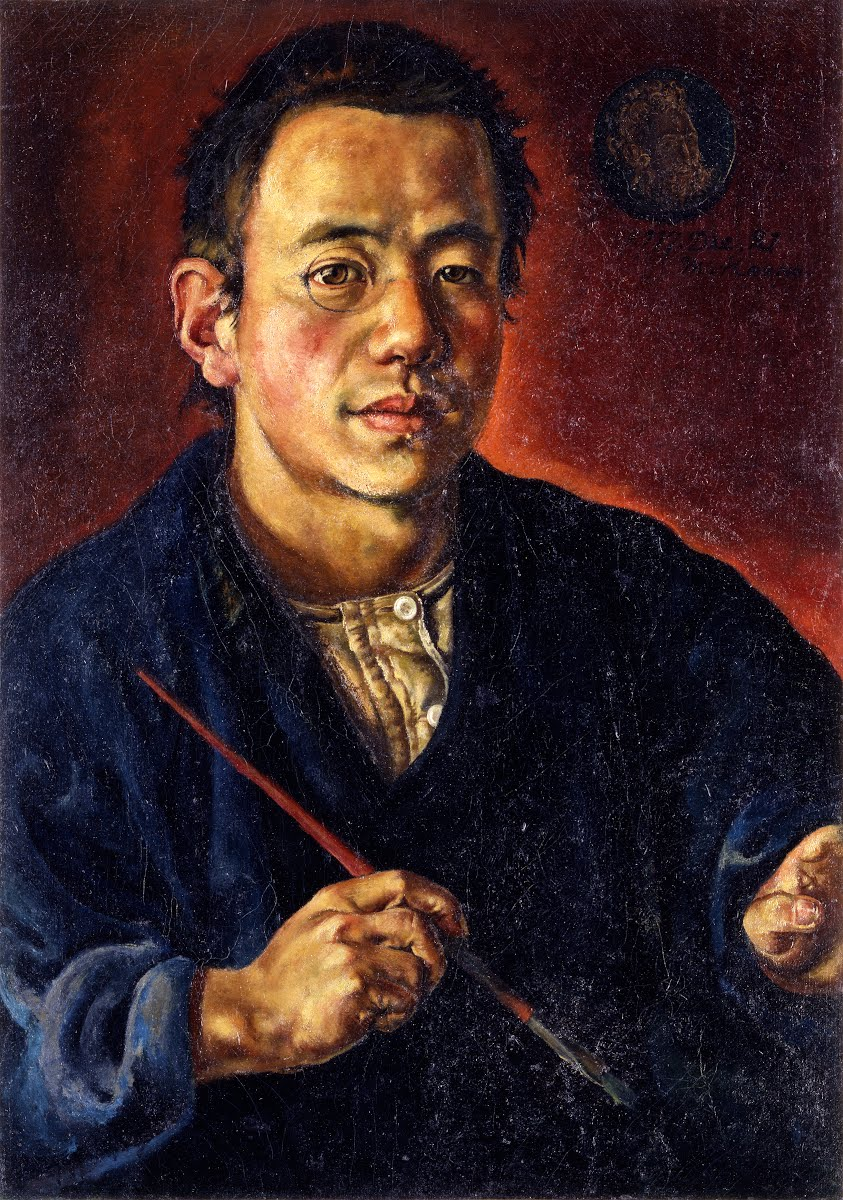
Selbstporträt
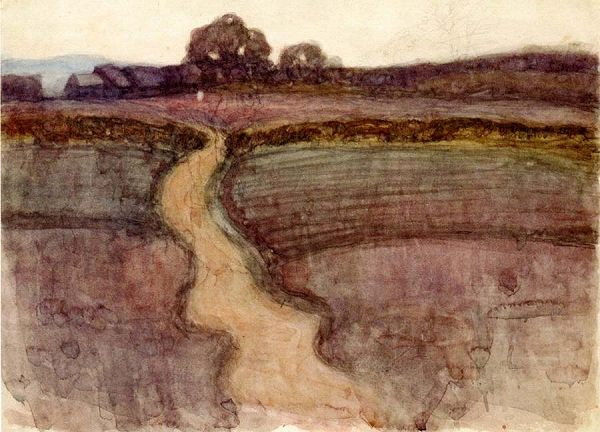
Landschaft